# Mastacembelus congicus
Mastacembelus congicus és una espècie de peix pertanyent a la família dels mastacembèlids.

## Descripció
- Fa 43,5 cm de llargària màxima.
- Nombre de vèrtebres: 87.[5][6]

## Hàbitat
És un peix d'aigua dolça, bentopelàgic i de clima tropical.

## Distribució geogràfica
Es troba a Àfrica: conca del riu Congo.

## Observacions
És inofensiu per als humans.